# Constellation Prize
Constellation Prize är en låt skriven av Bobby Ljunggren, Henrik Wikström, Mark Hole och Martin Eriksson och producerad av Martin Eriksson, framförd av Robin Bengtsson. Låten tog sig direkt till final ifrån första semifinalen i Melodifestivalen 2016. Låten placerade sig sedan på plats 2 på Sverigetopplistan.